# Фридрих, Иштван
Иштван Фридрих (венг. István Friedrich; 1 июля 1883, Малацки, ныне Словакия — 25 ноября 1951, Будапешт) — венгерский политик, владелец фабрики. В 1919 году, после разгрома Венгерской советской республики, в течение 3 месяцев занимал должность премьер-министра Венгрии.

## Биография
Изучал инженерное дело в Будапештском и Шарлоттенбургском университетах, затем изучал право в Будапеште и Берлине. В 1908—1920 годах был собственником фабрики в Будапеште. В 1912 году вступил в Партию независимости, а также в масонскую ложу.
В 1904 году выступал за венгерскую национальную сборную по футболу в матче с другой частью империи Габсбургов — Австрией. Впоследствии был футбольным судьёй, затем казначеем и президентом Венгерской федерации футбола (1922—1923).
Участвовал в революции астр 1918 года, вошёл в правительство Михая Каройи. Социалистическую революцию 1919 года встретил враждебно, с Йожефом Миндсенти и Белой Фанглером организовал контрреволюционную группу. Был арестован органами безопасности Венгерской советской республики, однако смог бежать.
6 августа 1919 года принял участие в поддержанном румынскими оккупационными силами перевороте, в ходе которого был смещён премьер-министр Дьюла Пейдл и арестованы члены его профсоюзного правительства. Эрцгерцог Йозеф Август назначил его на должность премьер-министра Венгрии 7 августа 1919 года, и он занимал эту должность до 25 ноября 1919 года. Параллельно с должностью премьер-министра был министром обороны Венгрии до 15 марта 1920 года. Однако уже в 1921 году был кратковременно арестован по подозрению в причастности к организации покушения на Иштвана Тису в 1916 году.
В 1919 году стал основателем и лидером Христианской национальной партии, затем Христианской партии национального единства. В начале 1920-х годов основал крайне правую политическую ассоциацию. Был членом венгерского парламента в 1920—1939 годах.
В годы режима Матьяша Ракоши арестован по делу Йожефа Грёса в 1951 г. Умер в тюрьме.